# Фінал кубка СРСР з футболу 1978
37-й фінал кубка СРСР з футболу відбувся на стадіоні «Торпедо» в Москві 12 серпня 1978 року. У грі взяли участь київське «Динамо» і донецький «Шахтар».

## Претенденти
- «Динамо» (Київ) — восьмиразовий чемпіон СРСР (1961, 1966, 1967, 1968, 1971, 1974, 1975, 1977), чотириразовий володар кубка СРСР (1954, 1964, 1966, 1974), володар кубка володарів кубків (1975), володар суперкубка УЄФА (1975).
- «Шахтар» (Донецьк) — дворазовий володар кубка СРСР (1961, 1962).

## Шлях до фіналу
| «Динамо» К         | «Динамо» К      | Етап    | «Шахтар»             | «Шахтар»        |
| ------------------ | --------------- | ------- | -------------------- | --------------- |
|                    |                 |         |                      |                 |
| Суперник           | Рахунок         | Плей-оф | Суперник             | Рахунок         |
| «Спартак» (Рязань) | 3-0 (г) 3-1 (д) | 1/16    | «Крила Рад»          | 2-1 (г) 2-0 (д) |
| «Чорноморець»      | 1-2 (г) 4-0 (д) | 1/8     | «Арарат»             | 3-0 (д) 2-0 (г) |
| «Зеніт»            | 3-2 (д) 0-0 (г) | 1/4     | «Нефтчі»             | 1-1 (д) 2-0 (г) |
| «Торпедо» (Москва) | 2-1 (г) 2-1 (д) | 1/2     | «Локомотив» (Москва) | 2-0 (г) 1-0 (д) |

На попередніх етапах у складі команд-фіналістів виступали:
«Динамо»: Віктор Юрковський, Юрій Сивуха, Анатолій Коньков, Олександр Бережний, Михайло Фоменко, Володимир Безсонов, Сергій Малько, Володимир Лозинський, Леонід Буряк, Володимир Онищенко, Віктор Колотов, Володимир Веремєєв, Олег Блохін, Юрій Цимбалюк, Олександр Бойко, Сергій Балтача, Стефан Решко, Йосип Микуланинець, Олександр Хапсаліс, Валерій Зуєв.
«Шахтар»: Юрій Дегтерьов, В'ячеслав Чанов, Валерій Яремченко, Валерій Горбунов, Віктор Кондратов, Валерій Рудаков, Михайло Соколовський, Володимир Роговський, Юрій Резник, Віталій Старухін, Євген Шафоростов, Юрій Дудинський, Володимир Сафонов, Микола Латиш, Микола Федоренко, Володимир П'яних, Олексій Варнавський.

## Деталі матчу
| 12 серпня 1978 18:00 |

| «Динамо» (Київ)      | 2 – 1    | «Шахтар» (Донецьк)   |
| -------------------- | -------- | -------------------- |
| Олег Блохін 55', 92' | Протокол | Віталій Старухін 15' |

| «Торпедо» (Москва) Глядачів: 22 000 Арбітр: В. Ліпатов (Москва) |

| ДИНАМО               |                      |     |      |
|                      |                      |     |      |
| ВР                   | Віктор Юрковський    |     |      |
| ЗХ                   | Володимир Безсонов   |     |      |
| ЗХ                   | Сергій Балтача       |     |      |
| ЗХ                   | Михайло Фоменко      |     |      |
| ЗХ                   | Стефан Решко         | 70' |      |
| ПЗ                   | Володимир Лозинський |     |      |
| ПЗ                   | Леонід Буряк         |     |      |
| НП                   | Володимир Онищенко   | 83' |      |
| ПЗ                   | Олександр Бережний   |     |      |
| ПЗ                   | Володимир Веремєєв   |     |      |
| НП                   | Олег Блохін          |     |      |
| Заміни:              |                      |     |      |
| ПЗ                   | Віктор Колотов       | 70' |      |
| НП                   | Олександр Хапсаліс   | 83' | 110' |
| Тренер:              |                      |     |      |
| Валерій Лобановський |                      |     |      |

| ШАХТАР            |                      |      |
|                   |                      |      |
| ВР                | Юрій Дегтерьов       |      |
| ЗХ                | Валерій Яремченко    |      |
| ЗХ                | Валерій Горбунов     |      |
| ЗХ                | Віктор Кондратов     |      |
| ЗХ                | Володимир П'яних     |      |
| ПЗ                | Валерій Рудаков      |      |
| НП                | Микола Латиш         | 100' |
| ПЗ                | Юрій Резник          |      |
| НП                | Віталій Старухін     |      |
| ПЗ                | Юрій Дудинський      | 91'  |
| ПЗ                | Володимир Сафонов    |      |
| Заміни:           |                      |      |
| НП                | Михайло Соколовський | 91'  |
| ПЗ                | Олексій Варнавський  | 100' |
| Тренер:           |                      |      |
| Володимир Сальков |                      |      |